# إرنست راي
إرنست راي (8 نوفمبر 1897 - 28 يونيو 1968) (بالإنجليزية: Ernest Rae)‏ هو لاعب كريكت جامايكي. شارك مع منتخب جامايكا الوطني للكريكت.

## وصلات خارجية
- إرنست راي على موقع إي آس بي آن كريك إنفو (الإنجليزية)